# Batrachoseps robustus
Batrachoseps robustus là một loài kỳ giông thuộc họ Plethodontidae.
Đây là loài đặc hữu của California, ở Tulare và Inyo, và Kern Counties miền tây Hoa Kỳ.

## Phân bố
This salamander is đặc hữu của three locations miền nam Sierra Nevada: in the upper Kern River's Kern Plateau; miền tây margin of the Owdãy núi ens Valley; and the Scodie, at elevations from 1.615–2.800 mét (5.299–9.186 ft).
Môi trường sống tự nhiên của chúng là suối nước ngọt ở temperate coniferous forests và in higher sa mạc Mojave-Sierra forest ecotones.

## Conservation
The Kern Plateau Salamander hiện đang bị đe dọa vì mất môi trường sống, it là một Sách Đỏ IUCN Near threatened loài.